# Ли Хонгджъ
В това китайско име фамилията Ли стои пред личното име.
Ли Хонгджъ (на китайски: 李洪志; pinyin:Lǐ Hôngzhì) е основател и духовен лидер на китайското религиозно движение Фалун Гонг (или Фалун Дафа) – „система за усъвършенстване на духа и тялото“ в чигонг традицията.
Започва да преподава публично учението си Фалун Гонг в град Чанчун на 13 май 1992 г. Впоследствие изнася лекции и преподава упражненията на Фалун Гонг в цял Китай. През 1995 г. Ли започва да преподава Фалун Гонг в чужбина, а през 1998 г. се установява като постоянно пребиваващ в САЩ. Движението Фалун Гонг придобива значителна популярност през 1990-те години, включително в правителствените и чигонг кръговете, но след 1999 г. е потискано от китайското правителство.
Според американската неправителствена организация Freedom House „днес китайските граждани, които практикуват Фалун Гонг, живеят под постоянна заплаха от отвличане и измъчване. Името на практиката, нейният основател Ли Хонгджъ и широк кръг думи с подобно изписване са сред най-цензурираните думи в китайския интернет. Всяко споменаване в държавна медия или от китайски дипломати неизменно е свързано с демонизиращи Фалун Гонг епитети“.
Ли се асоциира също с групата за танцови изкуства Shen Yun (Божествен ритъм) и с медийните организации The Epoch Times and New Tang Dynasty Television. Медиите са сред най-популярните в Америка заради своето обективното и безпристрастно отношение към президента Тръмп по време на яростната медийна кампания срещу него, подета в повечето американски медии след избирането му за президент на САЩ, както и за промотирането на традиционните човешки ценности и отразяването на положителни новини.

## Фалун Гонг
Ли Хонгджъ представя Фалун Дафа, или Великия закон за колелото на Закона, през 13 май 1992 г. (това е 41-вият рожден ден на Ли) в Пето средно училище в Чанчун, Дзилин. От 1992 до 1994 г. пътува из Китай, преподава лекции и упражненията на Фалун Гонг. Неговите последователи нарастват бързо. Успехът на Ли до голяма степен се свързва с огромната популярност, на която се радва чигонг в края на 80-те и началото на 90-те години при социалната либерализация на Дън Сяопин. Ли преподава Фалун Гонг, като дава приоритет на „достъпността до обществото“ и моралното съдържание, далеч от езотеричните понятия, които често се срещат в други чигонг системи.
На Азиатското здравно изложение през 1992 и 1993 година в Пекин Фалун Гонг получава подкрепа и от китайското правителство. При първото от тези събития организаторът на изложението отбелязва, че Фалун Гонг и Ли „са получили най-голямата похвала измежду всички чигонг школи на изложението и са постигнали много добри терапевтични резултати“. Събитието спомага за нарастването на популярността на Фалун Гонг и за разпространението на журналистическите репортажи за лечебните сили на практиката. На следващата година Ли е приет за член на организационния комитет на Пекинското здравно изложение и печели няколко награди и похвали на събитието.
В тази период Ли има положителни взаимоотношения с Министерството на обществената сигурност. През 1993 г. той осигурява лечение за 100 полицейски служители, които са били ранени по време на работа, печелейки похвала от организацията, която е в рамките на министерството. Ли изнася лекции в Университета за обществена сигурност в Пекин през 1994 г. и дарява приходите от семинарите на фондация за ранени полицейски служители. Церемонията за представяне на основната книга на Ли „Джуан Фалун“ е организирана в аудиторията на Министерството на обществената сигурност през януари 1995 г.

### Живот извън Китай
През 1995 г. Ли обявява, че е завършил преподаването на Фалун Гонг в Китай и започва да разпространява практиката си в чужбина. Първата му спирка през март 1995 г. е в посолството на Китай в Париж, Франция, където е поканен да преподава практиката. Следват семинари в Швеция. Между 1995 и 1999 г. Ли изнася лекции в САЩ, Канада, Австралия, Нова Зеландия, Германия, Швейцария и Сингапур. Фалун Гонг асоциации и клубове започват да се появяват в Европа, Северна Америка и Австралия, като дейностите се извършват предимно в близост до университетски кампуси.
През 1996 г. град Хюстън обявява Ли за почетен гражданин и посланик на добрата воля заради неговите „неегоистична служба към обществото и за благото и благосъстоянието на човечеството“.
На 25 април 1999 г. около 10 хиляди практикуващи Фалун Гонг се събират близо до централната служба за обжалване (в Пекин), за да поискат прекратяване на ескалиращия тормоз срещу движението и да поискат освобождаването на практикуващите от Тиендзин. По думите на Бенджамин Пени практикуващите търсят отстраняване на причините от страна на ръководството на страната, като отиват при тях и „макар много тихо и учтиво, заявяват, че няма да се оставят да бъдат третирани толкова зле“.
След събитието Ли получава признание в САЩ и на други места в Западния свят. През май 1999 г. Ли е посрещнат в Торонто с поздравления от кмета на града и от заместник управителя на областта, а през следващите два месеца получава признание и от градовете Чикаго и Сан Хосе.
Ли Хонгджъ отива да живее в САЩ през 1996 г. заедно с жена си и дъщеря си, а през 1998 г. получава право на постоянно пребиваване в Съединените щати и заживява в Ню Йорк.
На 20 юли 1999 г., след като Фалун Гонг е забранен в Китай, Министерството на обществената сигурност отправя редица обвинения срещу Ли, включително и за „смущаване на обществения ред“, издава документ, показващ статута му на издирван, и призовава за неговото арестуване. По това време Ли Хонгджъ живее в Съединените щати. Искането на китайското правителство до Интерпол за арестуването му е отхвърлено на основание, че то е въпрос „на политически или религиозен характер“ и липсва информация за каквото и да е „обикновено нарушение на закона, което да е извършил“. Китайското правителство анулира паспорта му, с което го спира да пътува в чужбина.
До април 2001 г. Ли Хонгджъ е получил над 340 награди и прокламации от Австралия, Канада, Китай (преди репресиите), Япония, Русия и САЩ като признание за изключителния принос за духовното и физическото здраве на хората и за свободата на вярата по света. Те включват сертификати за признаване от няколко правителствени органи в Съединените щати – включително почетно гражданство, присъдено от щата Джорджия и град Атланта. На 14 март 2001 г., „Фрийдъм Хаус“ връчва на Ли Хонгджъ и Фалун Гонг международна награда за религиозна свобода за „Повишаване на религиозната и духовна свобода“ на церемония в Сената на Съединените щати. През същата година Ли е признат за най-убедителния комуникатор в Азия от списание Asiaweek, „за силата му да вдъхновява, да мобилизира хората и да кара Пекин да се страхува“. Номиниран е за наградата „Сахаров“ за 2001 г. от над 25 членове на Европейския парламент, номиниран е за Нобелова награда за мир през 2000 и 2001 г., а през 2013 г. е класиран от списание „Външна политика“ като един от 500-те най-влиятелни хората в света.